# Dnister lyman

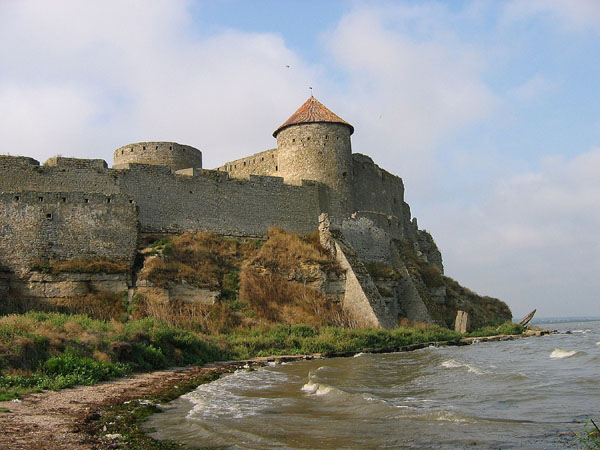
Borgen i Bilhorod-Dnistrovskyj vid
Dnistrovskyj limanens kust.

Dnistrovskyj lyman (ukrainska: Дністровський лиман, rumänska: Limanul Nistrului) är en lagun med delvis bräckt vatten i Odessa oblast i Ukraina, och en avgränsning av Svarta havet. Staden Bilhorod-Dnistrovskyj ligger på västbredden och Ovidiopol på ostbredden. Sjabo, som ligger nedanför Bilhorod-Dnistrovskyj, är känd för sin vinproduktion. 
Dnistrovskyj lyman är landets största sjö, och ytan varierar mellan 360 och 408 km². Den är 42,5 kilometer lång och som mest 12 km bred. Medeldjupet är 1,8 meter och det största djupet 2,7 meter. Norra delen är ett Ramsar-område.
Dnistrovskyj lyman har kontakt med Svarta havet genom ett 300 brett sund vid den smala landremsan vid Zatoka.